# Тшебіцько
Тшебіцько (пол. Trzebicko) — село в Польщі, у гміні Цешкув Мілицького повіту Нижньосілезького воєводства.
Населення — 211 осіб (2011).
У 1975-1998 роках село належало до Вроцлавського воєводства.

## Демографія
Демографічна структура станом на 31 березня 2011 року:
|          | Загалом | Допрацездатний вік | Працездатний вік | Постпрацездатний вік |
| -------- | ------- | ------------------ | ---------------- | -------------------- |
| Чоловіки | 108     | 29                 | 68               | 11                   |
| Жінки    | 103     | 24                 | 61               | 18                   |
| Разом    | 211     | 53                 | 129              | 29                   |